# クラウディオ・クルス
クラウディオ・クルス（Cláudio Cruz, 1967年3月16日 - ）は、ブラジル出身のヴァイオリニスト、指揮者。
サンパウロで生まれる。
幼少期に父ジョアンからヴァイオリンの手ほどきを受け、エリッヒ・レニンガーとマリア・ヴィシュニアに師事。その後、アメリカに留学し、ジョセフ・ギンゴールド、チャイム・タウブ、ケネス・ゴールドスミスの各氏に教えを受けた。指揮法はオリヴェル・トーニの薫陶を受けた。
エレアザール・デ・カルヴァーリョの推挙により、1990年からサンパウロ交響楽団のコンサートマスターに就任している。1991年にベルリン室内管弦楽団の演奏会でソリストとしてデビューを果たした。また、アマゾニア弦楽四重奏団も主宰する。
指揮活動は1996年から行うようになり、2003年からリベロンプレート交響楽団の首席指揮者を務めている。2003年から2005年まではカンピーナス交響楽団の首席指揮者も兼務していた。